# Mesureur de blé

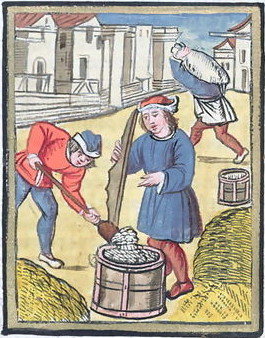
Un mesureur de blé à Paris au XVe siècle.

Un mesureur de blé (parfois plus généralement mesureur de grain) était au Moyen Âge un officier public chargé du boisselage, c'est-à-dire de la mesure des quantités de blé vendu sur les marchés. 
Cette profession est décrite en 1268 dans le Livre des métiers d'Étienne Boileau, qui indique que  leur rôle était de servir de garant, intermédiaire entre l’acheteur et le vendeur, pour la quantité, la qualité et le prix.
Après 1500, le rôle des femmes dans les guildes se restreint plus encore qu'il ne l'était au Moyen Âge et elles se recentrent sur le commerce au détail, incluant la fonction d'officier public chargé de la mesure du grain.